# 约翰·库尔库阿斯
约翰·库尔库阿斯，或译作约安内斯·库尔库阿斯（希臘語：Ἰωάννης Κουρκούας，羅馬化：Ioannes Kourkouas，活跃于约915年–946年），是拜占庭帝国的一位将领。他在帝国东部边界率军攻打阿拔斯哈里发国，获得许多胜利，改变了拜占庭帝国在阿拉伯-拜占庭战争中长期被动挨打的局面，开启了10世纪拜占庭帝国的“征服时代”。
约翰的家族是亚美尼亚人后裔，之前就曾涌现出几位为拜占庭帝国服务的著名将领。约翰最初担任一支皇家禁卫军的长官，是拜占庭将领、未来的皇帝罗曼努斯一世（920—944年在位）的支持者，在后者夺权的过程中发挥了作用。923年，他被任命为帝国东部军队的司令，面對阿拔斯哈里发国和名义从属哈里发的半自治的埃米尔们。他担任这一职务超过20年，取得了相当大的成功，打破了这一地区的势力均衡。
9世纪中，拜占庭帝国在阿摩里安王朝和马其顿王朝诸帝治下逐渐恢复了实力，国内局势也趋于稳定，阿拔斯哈里发国则走向分裂衰弱。在约翰的率领下，拜占庭军队200年来首次深入穆斯林国度，夺取了不少领土。卡里凯拉（Qaliqala，罗马时代称狄奥多西波利斯，今埃尔祖鲁姆）和梅利特内（今马拉蒂亚）的埃米尔政权都被征服，拜占庭的领土到达幼发拉底河上游及西亚美尼亚，高加索伊比利亚（格鲁吉亚）和亚美尼亚的王公成为帝国的附庸，他还夺取了著名的圣物埃德萨圣像（东正教称之为Μανδήλιον，意为“布”）。941年，他率军回援，击败了进攻君士坦丁堡的罗斯人。944年，在罗曼努斯一世的两个儿子的挑唆之下，他被解职，但君士坦丁七世（913-959年在位）又于946年任命他担任与阿拉伯人谈判的使者，此后他便从历史记载中消失。

## 生平

### 早期生涯
约翰出身亚美尼亚裔拜占庭大族库尔库阿斯家族，其族姓“Κουρκούας”是亚美尼亚姓氏“古尔根”的希腊语化形式；这一家族自9世纪起为拜占庭帝国效力，逐渐成为安纳托利亚地区最强大的军事-土地贵族家族（拜占庭术语称之为“迪纳托依”）之一。约翰的同名祖父在巴西尔一世（867-886年在位）时曾任精锐重骑兵部队“依卡纳托（Ἱκανάτοι）”的指挥官；约翰的兄弟塞奥菲洛斯、儿子罗曼努斯、侄孙约翰·齐米斯凯斯（后成为皇帝，969-976年在位）后来都曾担任帝国的高级将领。

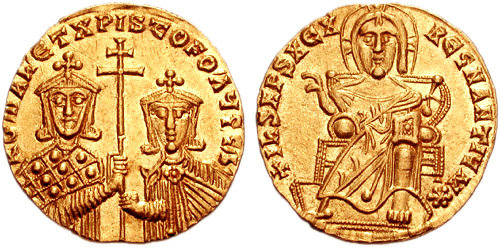
绘有罗曼努斯一世及其子，共治皇帝赫里斯托弗的金币（索利都斯）

约翰的早年生活多属未知。他的父亲在宫廷中任职，十分富有，约翰则出生在亚美尼亚军区的多凯阿（今托卡特），他的族亲，昌克勒的主教负责教育他。当时的皇帝君士坦丁七世（913-959年在位）年幼，太后佐伊·卡尔博诺皮西娜于914-919年摄政，在其执政后期任命约翰为近卫骑兵队“维格拉（Βίγλα）”的指挥官，这一任命可能是亚美尼亚人将领罗曼努斯·勒卡佩诺斯出于夺权需要，进行运作的结果。约翰上任以后，以自己的权力逮捕了几位与罗曼努斯敌对的官员，为919年后者政变夺取摄政权铺平了道路；920年12月，罗曼努斯加冕为共治皇帝，实际掌权。作为奖赏，他约于923年任命约翰为“宫内军家内官（δομέστικος τῶν σχολῶν）”，使后者成为安纳托利亚地区所有帝国军队的总司令。10世纪的《狄奥法内斯编年史续编》记载，约翰担任此官22月又7个月，没有人能任此职更久。
这一时期，拜占庭帝国陷入与保加利亚帝国的长期战争，917年拜占庭军在阿海卢斯战役中遭遇惨败，保加利亚几乎完全占领了巴尔干半岛。而作为东方统帅，约翰的首要任务是镇压哈尔迪亚军区将军巴尔达斯·波伊拉斯（Bardas Boilas）发动的叛乱，因为这一军区是帝国在小亚细亚半岛东北部的边界，有重大战略价值。约翰迅速打败敌军，留下兄弟塞奥菲洛斯镇守哈尔迪亚。塞奥菲洛斯也是一位有能力的将领，多次与约翰并肩奋战。

### 第一次夺取梅利特内，进攻亚美尼亚
7世纪的穆斯林征服如狂风骤雨席卷中东，之后阿拉伯人与拜占庭的边界大致固定在前托罗斯山脉、托罗斯山脉一带，双方的战争则主要是在边界展开的袭击与反袭击。直到9世纪60年代，穆斯林军队都更强大，拜占庭军处于守势，但863年在拉腊康河取胜后，拜占庭也开始尝试攻击穆斯林土地， 兵锋到达叙利亚、上美索不达米亚，攻灭了保罗派在特普里克（今迪夫里伊）一带建立的政权。学者马克·惠托更是称：“到912年时，阿拉伯人已经被钉在托罗斯与前托罗斯山之后”，这使得亚美尼亚背叛阿拔斯王朝，转向拜占庭帝国，使后者兵力更盛。阿拔斯王朝本身的衰落也有利于拜占庭的反攻：哈里发穆克台迪尔一世（908-932年在位）的中央政权受到几次叛乱的打击，随着中央衰落，哈里发国中出现了许多半独立的小王朝。另外，随着927年保加利亚沙皇西美昂大帝去世，拜占庭与保加利亚签署了和约，使得帝国能向东部边境提供更多的资源。
925年，皇帝罗曼努斯·勒卡佩诺斯觉得自己已足够强大，于是向幼发拉底河以西的穆斯林城市索要贡品，自然被他们拒绝。于是926年约翰便率军越过边境。塞奥菲洛斯和利坎多斯军区将军梅利阿斯（亚美尼亚人，本名Մլեհ，率亚美尼亚部队）前来支援。约翰的目标是梅利特内（Μελιτηνή，今马拉蒂亚） ，这里是一个半独立埃米尔的首都，这一王朝对拜占庭的边界来说一直是个威胁。拜占庭军队夺取了下城（外城），但城堡仍在阿拉伯人手中，后双方订立条约，埃米尔接受了令其纳贡的要求。

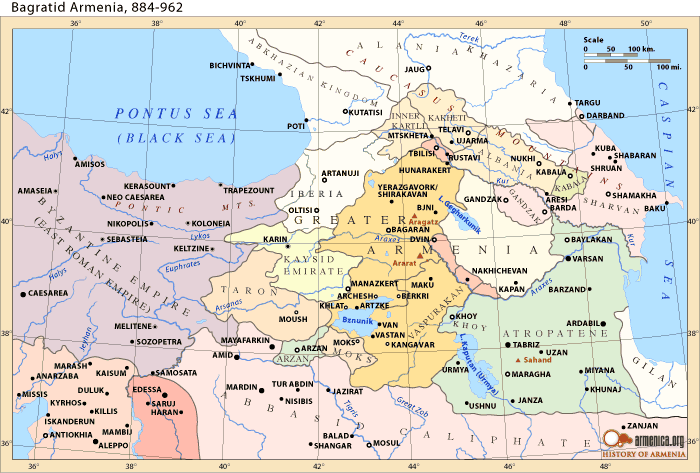
10世纪中期的亚美尼亚和高加索诸国

927-928年，约翰又大举进攻受阿拉伯人控制的亚美尼亚，夺取幼发拉底河畔的重要要塞萨莫萨塔（今萨姆萨特），兵锋最远到达亚美尼亚的都城德温。但仅仅几天之后，阿拉伯军的反攻就迫使拜占庭军撤出萨莫萨塔；德温方面，萨吉德王朝的守城将领纳斯尔·苏布基（Nasr al-Subuki）成功抵御了围攻，拜占庭人损失数字不断上升，最后撤走。与此同时，塔尔苏斯的埃米尔塞迈勒攻打南安纳托利亚，消灭了当地支持拜占庭帝国的库尔德人首领伊本·达哈克。拜占庭军此后转向进攻统治南亚美尼亚凡湖地区的凯西王朝埃米尔，大掠此地，并攻占阿赫拉特、比特利斯二城，据说还撤走城中清真寺的敏拜尔，代以十字架。当地穆斯林试图向哈里发求救，但毫无用处，不少穆斯林离开此地。这一次进攻中，拜占庭军队到达距最近的帝国领土还有500公里的地方，这种态势与之前几个世纪拜占庭帝国的防御政策大相径庭，展现了帝国军队的进攻能力。然而，安纳托利亚的饥荒与意大利督军区的紧急情况削弱了帝国军队的力量，约翰被哈里发国的阿德哈尔拜疆（伊朗阿塞拜疆）埃米尔、前古拉姆穆夫利赫击败，被迫撤军。
930年，拜占庭将领梅利阿斯（见上）攻打萨莫萨塔，大败而归；他的一个儿子被俘获并被送往巴格达。同年晚些时候，约翰与兄弟塞奥菲洛斯又围攻狄奥多西波利斯（当时阿拉伯人称之为卡利凯拉，今埃尔祖鲁姆）。拜占庭的名义盟友，陶-克拉尔杰提的高加索伊比利亚公国王公不愿看到拜占庭人扩展到自己领土附近，向被围的城市提供了补给，使战况变得复杂；后者还划定几个城市，要求拜占庭军在攻占这些地方之后要立即交给他，但在其中名叫马斯塔顿（Mastaton）的堡垒投降之后，伊比利亚人又立即把它还给阿拉伯人。约翰知道自己需要安抚伊比利亚人，并且亚美尼亚邦君们一定也在仔细观察他的行为，没有对此事做出反应。围城7个月后，狄奥多西波利斯于931年春天投降，拜占庭帝国在此设立了一个附庸国，而据君士坦丁七世皇帝后来所作的《帝国行政论》记载，阿拉斯河以北的领土都送给了伊比利亚国王大卫二世。与梅利特内的情况相同，狄奥多西波利斯的人民也不满于拜占庭统治，939年发动起义，驱逐了拜占庭人， 949年，约翰的兄弟塞奥菲洛斯再次夺取该城，将其并入帝国，驱逐了城中的穆斯林，代以希腊、亚美尼亚移民。

### 最终夺取梅利特内
埃米尔阿布·哈夫斯死后，梅利特内废除了与拜占庭的臣属关系。拜占庭帝国本计划以奇袭或阴谋重夺城市但不能成功，于是在环绕梅利特内平原的山丘上建起一圈堡垒，不慌不忙地蹂躏城市周边。到931年初，城中的市民不得不投降，同意恢复朝贡地位，甚至承诺派遣部队与拜占庭军共同作战。
但其他的穆斯林政权也没有闲着，3月份，阿拔斯王朝大将穆阿尼斯·穆泽法尔连续三次袭击安纳托利亚；8月，塞迈勒·杜莱菲率大军自塔尔苏斯出发，一直攻抵安卡拉、阿莫里乌姆，带回了价值13.6万金第纳尔的俘虏。在此期间，拜占庭军则在南亚美尼亚作战，帮助曾发动亚美尼亚诸君主与拜占庭结盟，共同对抗阿德哈尔拜疆（伊朗阿塞拜疆）埃米尔的瓦斯普拉坎王国的加吉克一世。拜占庭军攻击了的凯西王朝的领地，并将阿赫拉特与贝尔基里（今穆拉迪耶）两城夷为平地，随后进军美索不达米亚，再次夺取萨莫萨塔。阿德哈尔拜疆的埃米尔穆夫利赫随后袭击加吉克一世的领土以示报复，使后者没能趁机夺取凯西王朝的领地。此时，梅利特内居民又向摩苏尔的赫姆丹王朝统治者求援，赛义德·本·赫姆丹率军击退拜占庭军，后者放弃萨莫萨塔，931年11月，梅利特内的拜占庭驻军也被撤回。但赛义德无法留在这一地区或留下足够的驻军，他一回到摩苏尔，拜占庭军就卷土重来，再次用堡垒封锁、焦土政策围攻梅利特内。

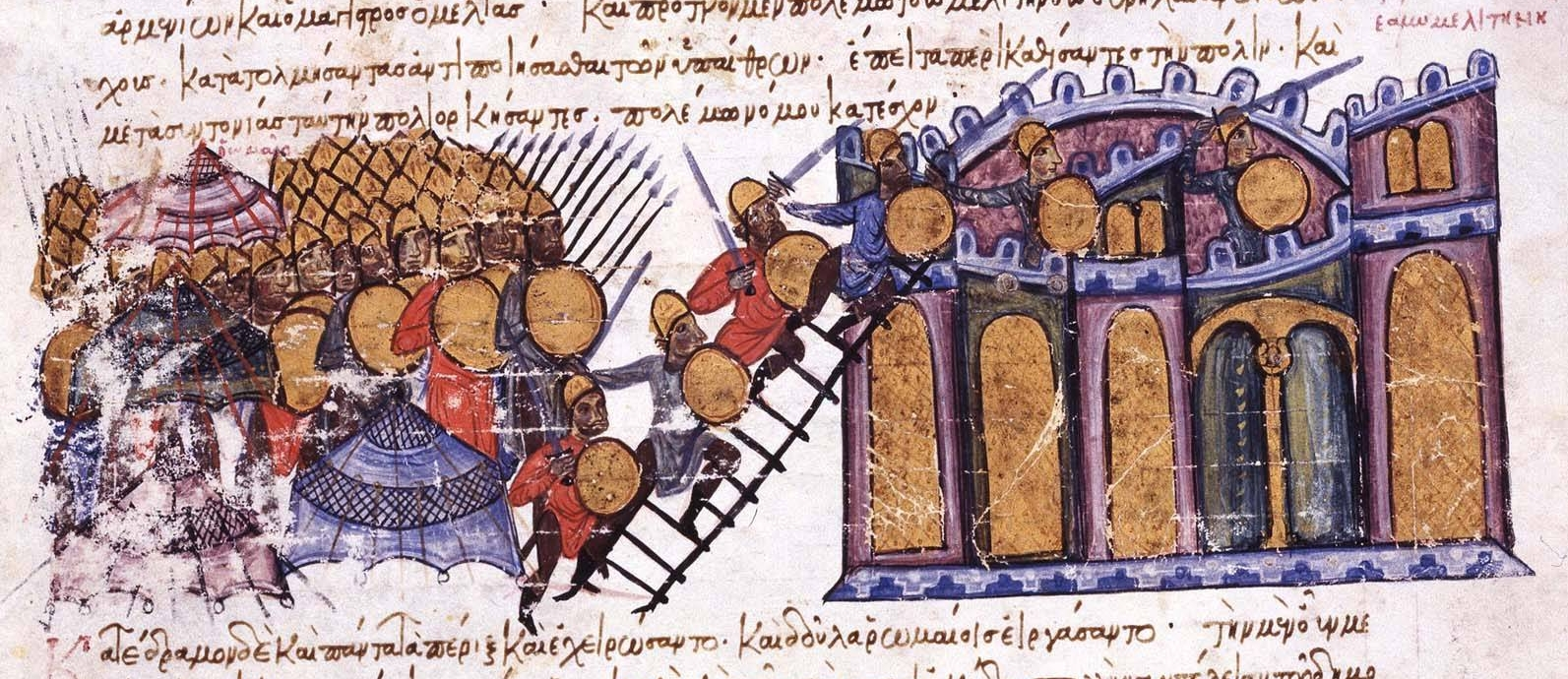
《马德里的斯基里泽斯历史抄本》插图，攻陷梅利特内

932年，拜占庭帝国的奥普西金军区发生叛乱，故没有发动大规模进攻。933年，约翰率军再次进攻梅利特内，穆阿尼斯·穆泽法尔派军援助，但被拜占庭军打败，许多人被俘，阿拉伯军只能返回。934年初，约翰率5万人进军该城，穆斯林次年忙于参与哈里发嘎希尔被废后的动乱，无人前来支援，约翰顺利地重夺萨莫萨塔，围困梅利特内。许多城里的居民听到约翰到来的消息便逃离，剩下的人最终因饥饿而于934年5月19日投降。鉴于此城之前多次叛乱，约翰只允许基督徒或愿意皈依基督教的居民留在城中，大部分人照办了，不愿意的人则被驱逐。梅利特内完全并入帝国，其大部分肥沃土地成为皇室地产（kouratoreia）。这种处理方法并不寻常，罗曼努斯一世可能是想以此防止强劲的安纳托利亚土地贵族控制该地，这样做也可直接地在这一重要新疆土加强皇权，提高控制力。

### 赫姆丹王朝的崛起
梅利特内的陷落使伊斯兰世界震惊：重要的穆斯林城市沦陷并被纳入拜占庭帝国，在历史上还是第一次。936年，约翰进一步扩大成果，占领萨莫萨塔周边的部分地区，并摧毁此城。 此后至938年，战事相对平静，历史学家认为这时拜占庭帝国可能专注于巩固梅利特内，安抚其居民；而诸阿拉伯埃米尔在无法得到哈里发支援的情况下，也不愿主动挑衅。
哈里发的权力逐渐式微，无力保护其边境省份，地方政权赫姆丹王朝逐渐崛起，占据叙利亚与上美索不达米亚，成为拜占庭的主要对手。这个王朝的领袖有哈桑（尊号纳西尔·道莱，“国家的守护者”）和他的弟弟阿里（尊号赛弗·道莱，“国家之剑”）。约935年，阿拉伯人的赫比卜部落（Banu Habib）因不敌赫姆丹王朝而投降拜占庭帝国并皈依基督教，为帝国提供了1.2万骑兵。他们被安排在幼发拉底河西岸居住，负责保卫新建立的五个军区：梅利特内、哈尔佩齐基翁、阿尔萨莫萨塔、泽尔泽内与霍扎农。
拜占庭军与赛弗·道莱的第一次交战发生于936年，后者试图收复萨莫萨塔，但国内的叛乱迫使他返回。938年，赛弗·道莱再次率军进攻，夺取哈尔佩特（今埃拉泽），击败约翰的前锋部队，获取大量战利品并迫使约翰撤退。同年，拜占庭帝国与哈里发达成了和平协议，赫姆丹王朝崛起引起双方共同的恐惧，因此谈判进程得以加快。不过这一和平仅限于拜占庭与哈里发中央政府，拜占庭军仍可与穆斯林邦君作战，但后者现在可以得到赫姆丹王朝的支援。939年拜占庭军出兵围困狄奥多西波利斯，但一听到赛弗·道莱的援军到来的消息就撤走了。
到此时，拜占庭帝国已经占领了阿尔萨莫萨塔及其他西南亚美尼亚山区的战略据点，直接威胁到凡湖附近的穆斯林政权。为了挽回局势，赛弗·道莱于940年发动大规模进攻，从麦亚法里根（今锡尔万，拜占庭称之为Mαρτυρόπολις，“殉教者城”）出发，经比特利斯隘口进入亚美尼亚地区，攻占数座堡垒，接受当地基督教、伊斯兰教诸邦君的效忠；然后蹂躏狄奥多西波利斯周围的拜占庭领地，最远到达科罗尼阿并展开围攻，直到约翰所率的援军赶到才后撤。赛弗·道莱此后无法继续攻势，因为直到945年，他都忙于在哈里发国内部发展势力，与南伊拉克的敌人及叙利亚的伊赫什德王朝势力战斗。

### 941年的罗斯袭击
赫姆丹王朝转移视线对拜占庭帝国来说十分幸运。941年初夏，正当约翰准备发起新的远征时，意想不到的事发生了：一支罗斯舰队突然来到，袭击了君士坦丁堡周边地区。拜占庭的陆海军此时都不在首都，罗斯舰队的出现使其居民十分恐慌。海军与约翰的陆军被召回，并用装备希腊火的旧船紧急拼凑了一支舰队，交由“首席衣橱总管”（财政部门首脑）塞奥菲内斯指挥，于6月11日击败了罗斯舰队，迫其放弃攻打首都。但幸存的罗斯人在比提尼亚海岸登陆，洗劫了无防御的乡村。“贵族”瓦尔扎斯·福卡斯集结一切他可找到的部队，甚至包括盗贼，等待约翰的到来。最终，约翰以他的大军歼灭了分散掠夺的罗斯人，幸存的少数人回到船上，想借夜色掩护逃到色雷斯，但在途中被赶回来的拜占庭海军歼灭。

### 美索不达米亚战事，夺回圣像

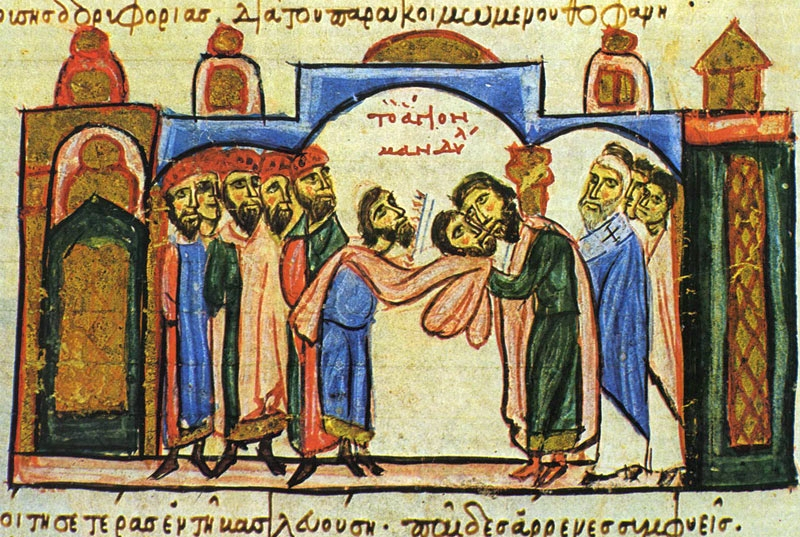
《马德里的斯基里泽斯历史抄本》插图，埃德萨人将圣像交给拜占庭帝国的“大内侍”塞奥菲内斯

罗斯战事的第二年也就是942年，约翰于1月出兵，发起一场持续三年的远征。拜占庭军大举掠夺阿勒颇周边地区，造成极大损失，如阿勒颇附近的哈姆斯（Hamus）镇沦陷后，连阿拉伯记载都称有1-1.5万人被拜占庭军掳走。尽管塔尔苏斯的长官塞迈勒·杜莱菲或他手下的古拉姆于夏季发动小规模反击，约翰仍于秋季发起另一波攻势。阿拉伯史料记载，他指挥着8万人的大军，经盟友塔隆国的领地进入北美索不达米亚。麦亚法里根（今锡尔万）、阿米达、尼西比斯（今努赛宾）、达拉——拜占庭军出其不意地劫掠了这些自希拉克略时代（7世纪上半叶）以来他们从未踏足的城市。 但他们的真正目标是埃德萨，那里储存着著名圣物“埃德萨圣像（东正教称Μανδήλιον，意为“布”）”。传说耶稣曾用这块布擦脸，在布上留下了祂的面容，并将布送给埃德萨国王阿布加尔五世。经历圣像破坏运动的结束与圣像崇拜的恢复，这件圣物无疑具有重大宗教意义，对罗曼努斯一世来说，夺回圣物可以大大提高威望与统治的合法性。
942年开始，约翰采取在梅利特内实行的战略，每年都进攻埃德萨并摧毁其周边农村。最后，该城的埃米尔要求谈和，将圣像交给拜占庭军，并承诺不与拜占庭敌对，换回200名俘虏。圣像启程运回君士坦丁堡，于944年8月15日，即圣母安息节到达。拜占庭人为它举行了凯旋式，将其置于大皇宫 的宫廷教堂——灯塔圣母堂。约翰则继续进攻，夺取了比斯拉（今比雷吉克） 与日耳曼尼基阿（今卡赫拉曼马拉什）二城。

### 解职与晚年
尽管取得如此胜利，宫廷阴谋的风暴仍使得约翰与他的后台罗曼努斯一世走向垮台，罗曼努斯一世的两个儿子，共治皇帝斯蒂芬与君士坦丁嫉妒约翰的战功，以前就曾尝试打击他，只是没有成功。因为约翰在东方的战果，罗曼努斯也考虑让他与皇室联姻，预定将约翰的女儿欧芙洛绪涅（Εὐφροσύνη）嫁给罗曼努斯一世的外孙，低级共治皇帝君士坦丁七世之子罗曼努斯（未来的罗曼努斯二世）。尽管这样安排有利于保证军队的忠诚，但会强化马其顿王朝的正统派系——君士坦丁七世及其后代争夺皇位的力量，对罗曼努斯的子嗣不利。斯蒂芬和君士坦丁自然反对这一决定，说服又老又病的父皇于944年秋罢免了约翰。
某个名叫潘塞里欧斯（Pantherios）的人接任“宫内军家内官（δομέστικος τῶν σχολῶν）”，于12月攻击阿勒颇，却在赛弗·道莱面前一触即溃。12月16日，斯蒂芬与君士坦丁发动政变，废黜罗曼努斯一世，将其放逐到普罗特岛（今克纳勒阿达岛）；次年1月26日，二人又在另一场政变中被推翻，君士坦丁七世恢复权力，成为唯一的皇帝。约翰此后似乎重新得宠：他的豪宅在地震中毁坏后，君士坦丁七世送给他一笔钱以供修复；946年初，他与“行政总长”科斯马斯（Kosmas）共同出使塔尔苏斯，商讨交换俘虏事宜，这也是他在历史记载中最后一次出现。
勒卡佩诺斯家族的倒台标志着一个时代的结束，但约翰开拓的扩张战略仍在继续，老巴尔达斯·福卡斯、尼基弗鲁斯·福卡斯相继任“宫内军家内官”，后者还于963-939年成为皇帝；约翰的侄孙约翰·齐米斯基斯则于969-976年为帝。这三人都致力于向东扩展领土，收复了奇里乞亚与包括安条克在内的北叙利亚，迫使赫姆丹王朝的阿勒颇埃米尔俯首称臣。

## 评价
约翰可称得上是拜占庭帝国史上最伟大的将领之一，这一事实也得到了拜占庭人自己的承认：后来的拜占庭编年史称赞他将帝国的领土拓展到幼发拉底河，与他同时代的“卫兵司令（πρωτοσπαθάριος）”米海尔在其历史著作（现仅存《狄奥法内斯编年史续编》中的简短摘要）中，称赞他是“图拉真或贝利撒留再世”。
不可否认，在约翰之前，已有许多人为他的胜利铺平了道路：米海尔三世在拉腊康战役中大败梅利特内埃米尔；巴西尔一世击败了保罗派；利奥六世创建了极具战略意义的美索不达米亚军区；摄政太后佐伊·卡尔博诺皮西娜将帝国的影响力再次扩展到亚美尼亚，创建利坎多斯军区。但不能忽略他的功绩，正是他率拜占庭军打破了中东北部的实力平衡，保护边疆省份免遭阿拉伯人袭击，使拜占庭帝国再次成为一个扩张的强国。英国史家史蒂文·朗西曼评价道：“一个更平庸的将军可能可以将萨拉森人清除出帝国，并保卫其边境；但（约翰）不止于此，他为帝国军队注入了新的精神，带领他们深入异教徒的国度。他实际征服的区域并不大，但足以扭转长期以来拜占庭人面对阿拉伯人扮演的角色，现在他们成了进攻者……（约翰）是一系列伟大征服者中的第一个，因此配得上高度的赞扬”。

## 引用
1. ↑  ODB，"Kourkouas" (A. Kazhdan), pp. 1156–1157.
2. ↑  Whittow 1996，第337–338頁.
3. 1 2  ODB，"Kourkouas, John" (A. Kazhdan), p. 1157.
4. ↑  Guilland 1967，第442–443, 446, 463, 571頁.
5. ↑  Guilland 1967，第443, 571頁.
6. ↑  Runciman 1988，第58–62頁; Guilland 1967，第571頁.
7. ↑  Runciman 1988，第69頁.
8. ↑  Whittow 1996，第418頁; Guilland 1967，第447, 571頁.
9. 1 2 3 4 5 6 7  Whittow 1996，第317頁.
10. ↑  Runciman 1988，第70–71, 135頁; Guilland 1967，第442–443, 571–572頁.
11. ↑  Whittow 1996，第176–178頁.
12. ↑  El-Cheikh 2004，第162頁; Whittow 1996，第311–314頁.
13. ↑  Whittow 1996，第315頁.
14. ↑  Runciman 1988，第136–137頁.
15. 1 2 3  Runciman 1988，第137頁.
16. 1 2 3  Treadgold 1997，第479頁.
17. ↑  Whittow 1996，第310頁; Treadgold 1998，第111頁.
18. ↑  Ter-Ghewondyan 1976，第77頁.
19. ↑  Runciman 1988，第138頁.
20. 1 2 3  Ter-Ghewondyan 1976，第82頁.
21. 1 2  Treadgold 1997，第480頁.
22. ↑  Runciman 1988，第138–139頁.
23. 1 2  Runciman 1988，第139頁.
24. ↑  Runciman 1988，第139–140頁.
25. 1 2  Runciman 1988，第140頁.
26. ↑  Whittow 1996，第322頁; Holmes 2005，第314頁.
27. 1 2 3 4 5  Runciman 1988，第141頁.
28. 1 2 3  Jenkins 1987，第246頁.
29. 1 2 3 4 5 6  Treadgold 1997，第481頁.
30. ↑  Runciman 1988，第141–142頁.
31. ↑  Whittow 1996，第341–342頁.
32. 1 2  Runciman 1988，第142頁.
33. 1 2 3 4 5  Treadgold 1997，第483頁.
34. 1 2 3  Whittow 1996，第318頁.
35. ↑  Treadgold 1998，第78頁.
36. ↑  ODB，"Sayf al-Dawla" (A. Kazhdan), p. 1848.
37. ↑  Runciman 1988，第142–143頁.
38. ↑  Whittow 1996，第319–320頁; Runciman 1988，第143–144頁; Treadgold 1997，第483–484頁.
39. 1 2 3 4 5  Runciman 1988，第144頁.
40. ↑  Whittow 1996，第320頁.
41. ↑  Jenkins 1987，第250–251頁; Runciman 1988，第111–112頁.
42. ↑  Jenkins 1987，第251頁; Runciman 1988，第112頁; Guilland 1967，第442–443, 572頁.
43. ↑  Treadgold 1997，第484頁.
44. 1 2 3 4 5  Whittow 1996，第321頁.
45. 1 2  Jenkins 1987，第247頁.
46. 1 2  Guilland 1967，第572頁.
47. ↑  Runciman 1988，第5頁.
48. ↑  Runciman 1988，第145頁.
49. 1 2 3 4  Runciman 1988，第146頁.
50. ↑  Treadgold 1997，第484–485頁; Holmes 2005，第131–132頁.
51. ↑  Treadgold 1997，第485頁.
52. ↑  Treadgold 1997，第486頁.
53. ↑  Guilland 1967，第442, 572頁.
54. ↑  Whittow 1996，第322–327頁.
55. ↑  Niebuhr 1838，第426頁; Holmes 2005，第135–136頁.
56. ↑  Runciman 1988，第148頁.
57. ↑  Whittow 1996，第344頁.
58. ↑  Runciman 1988，第146–149頁.
59. ↑  Runciman 1988，第150頁.

## 延伸阅读
- Shepard, Jonathan. . Rogers, Clifford J.  (编). . Oxford University Press. 2010  [2022-01-08]. ISBN 978-0195338423. （原始内容存档于2022-01-08）.

| 前任者： 波索斯·阿尔伊罗斯 | 宫内军家内官 922–944年 | 繼任者： 潘塞里欧斯（Pantherios） |